# イサーク・ファン・ホールンベーク

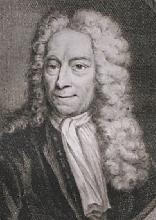
イサーク・ファン・ホールンベーク、1700年代。

イサーク・ファン・ホールンベーク（オランダ語: Isaäc van Hoornbeek、1655年12月9日 ライデン - 1727年6月17日 デン・ハーグ）は、ネーデルラント連邦共和国の政治家。1720年以前はロッテルダム市の法律顧問を務めており、1720年9月12日から1727年に死去するまで、共和国の政治を握るホラント州の法律顧問職を務めた。